# Het Anker (waterschap)
Het Anker  is een voormalig waterschap in de provincie Groningen.
Het waterschap was gelegen in de gemeente Ten Boer, ten zuidwesten van Ten Post en ten noorden van het Westerwijtwerdermaar, tussen het Damsterdiep en de Stadsweg.
De molen stond aan het maar. 
Waterstaatkundig gezien ligt het gebied sinds 2000 binnen dat van het waterschap Noorderzijlvest.